# Hamish MacCunn
Hamish MacCunn (eigenlijk: James MacCunn) (Greenock, 22 maart 1868 – Londen, 2 augustus 1916) was een Schots componist, muziekpedagoog, dirigent en pianist.

## Levensloop
MacCunn was de zoon van een scheepseigenaar en amateurcellist, en een zangeres en pianiste. Al op vijfjarige leeftijd kon hij het piano bespelen. Hij vertrok in 1893 naar Londen en schreef zich met een studiebeurs in bij het Royal College of Music. Hij studeerde piano bij Franklin Taylor, altviool bij Alfred Gibson en compositie bij Sir Charles Hubert Parry en Sir Charles Villiers Stanford.
Met zijn concertouverture The Land of the Mountain and the Flood in een uitvoering met een orkest onder leiding van Augustus Manns in het Crystal Palace had hij meteen groot succes bij het Londense publiek. Het is misschien ook het in het buitenland best bekende werk van deze componist. Zijn volgende composities hebben meestal een karakteristiek Schotse klankkleur en stijl. 
Van 1888 tot 1894 was hij docent aan het Royal College of Music waar hij erg bevriend raakte met zijn collega Marmaduke Barton. In 1889 huwde hij in de St. John’s Wood Presbyterian Church in Londen met Alison Pettie, een dochter van componist en kunstschilder John Pettie, die hem meerdere malen heeft geportretteerd. Later was hij docent aan de Royal Academy of Music, eveneens in Londen. 
MacCunn schreef werken voor vele genres: voor orkest, muziektheater (opera's, toneelmuziek), vocale werken (cantates, koor en liederen), kamermuziek en voor piano. Rond 1889 organiseerde John Pettie twee concerten met muziek van MacCunn en andere componisten in zijn privé concerthuis. Het concert werd gedirigeerd door MacCunn zelf en dat was ook de doorbraak voor zijn dirigentencarrière. MacCunn was meerdere jaren chef-dirigent van de Carl Rosa Opera company alsook van het Savoy Theatre. 
MacCunn had altijd een volle agenda en vooral de dagelijkse hectiek heeft ertoe bijgedragen, dat het met zijn gezondheid langzamerhand achteruit ging. Hij overleed op slechts 48-jarige leeftijd.

## Composities

### Werken voor orkest
- 1883 Fantasia Overture in e mineur (onvoltooid)
- 1885 Cior Mhor, ouverture
- 1886-1887 Land of the Mountain and the Flood, concertouverture, op.3
- 1887 The Ship o’ the Fiend, ballade, op.5
- 1888 The Dowie Dens o’ Yarrow, ballade (ouverture), op.6
- 1896 Highland Memories, suite, op.30 
  1. By the burnside
  2. On the loch
  3. Harvest dance
- 1900-1909 Four Dances

### Werken voor harmonieorkest of brassband
- The Land of the Mountain and the Flood, concertouverture, op.3 - bewerkt voor harmonieorkest door Dan Godfrey -  bewerkt voor brassband door: Glyn Bragg

### Muziektheater

#### Opera's
| Voltooid in | titel                   | aktes                    | première                                                 | libretto                                                                                                  |
| ----------- | ----------------------- | ------------------------ | -------------------------------------------------------- | --- |
| 1894        | Jeanie Deans, op. 4     | 4 bedrijven, 7 taferelen | 15 november 1894, Edinburgh, Lyceum Theatre              | Joseph Bennett naar Sir Walter Scott "Heart of Midlothian"                                                |
| 1897        | Diarmid, op. 34         | 4 bedrijven              | 23 oktober 1897, Londen, Royal Opera House Covent Garden | John Douglas Sutherland Campbell, negende Hertog van Argyll, gebaseerd op een heroïsche Keltische legende |
| om 1898     | Breast of Light, op. 36 | onvoltooid               |                                                          | John Douglas Sutherland Campbell                                                                          |
| 1905        | The Golden Girl         | 2 aktes                  | 5 augustus 1905, Birmingham, Prince of Wales Theatre     | Basil Hood                                                                                                |
| 1906        | Prue                    | 2 aktes                  | onvoltooid                                               | Charles Taylor                                                                                            |

#### Toneelmuziek
- 1900 The Masque of War and Peace voor solisten, gemengd koor en orkest - tekst: Louis Napoleon Parker - première: 13 februari 1900, Londen, Her Majesty's Theatre
- 1908 The Pageant of Darkness and Light, voor solisten, gemengd koor en orkest in vijf episodes - tekst: John Oxenham - première: 4 juni 1908, Londen, Agricultural Hall
  1. An Indian camp in the far North-West
  2. Outskirtsof Ujiji, where Livingstone is resting after long journeys
  3. A city in India
  4. A coral beach in Hawaii
  5. Final tableau
- 1912 The Sailor and the Nursemaid, muzikale sketch voor solisten, gemengd koor en orkest - tekst: Charles Childerstone

### Vocale muziek

#### Cantates
- 1882-1884 The Moss Rose, cantate - première: 10 december 1885, Londen, Royal Albert Hall (West Theatre)
- 1887 Lord Ullin's Daughter, cantate voor gemengd koor en orkest - tekst: Thomas Campbell - première: 18 februari 1888, Londen, Crystal Palace
- 1886-1888 Bonny Kilmeny, cantate voor solisten, gemengd koor en orkest, op.2 - tekst: van de componist, geadapteerd van James Hogg: "Queen's wake" - première: 13 december 1888, Edinburgh, Queens Street Hall
- 1888 The Lay of the Last Minstrel, dramatische cantate voor solisten, gemengd koor en orkest, op.7 - tekst: Sir Walter Scott - première: 18 december 1888, Glasgow, City Hall
- 1889 The Cameronian's Dream, cantate voor bariton, gemengd koor en orkest, op.10 - tekst: James Hyslop - première: 27 januari 1890, Edinburgh, Queens Street Hall
- 1891 Queen Hynde of Caledon, cantate voor solisten, gemengd koor en orkest, op.13 - tekst: van de componist, geadapteerd van James Hogg: "Queen Hynde" - première: 28 januari 1892, Glasgow, City Hall
- 1905 The Wreck of the Hesperus, cantate voor gemengd koor en orkest - tekst: Henry Wadsworth Longfellow - première: 28 augustus 1905, Londen, Coliseum Theatre
- 1912 Livingstone the Pilgrim, cantate voor solisten, gemengd koor en/of orgel - tekst: Charles Silvester Horne - première: 19 maart 1913, Londen, Royal Albert Hall

#### Werken voor koor
- 1890 Psalm VIII, voor gemengd koor en orgel
- 1895 Shouther to shouther, voor bas solo en mannenkoor - tekst: William Black
- 1896-1913 Four Scottish Traditional Border Ballads, voor gemengd koor en orkest 
  1. Kinmont Willie
  2. The Jolly Goshawk
  3. Lamkin
  4. The Death of Parcy Reed

#### Liederen
- 1889 Breathes there the man, voor zangstem en piano
- 1889 O Caledonia! stern and wild, voor zangstem en piano
- 1891 Songs and ballads of Scotland, voor zangstem en piano - tekst: John Pettie
- 1892 Bethesda, geestelijk lied voor zangstem en piano (of orgel) - tekst: George E. Morrison
- 1892 Vocal album; 6 songs, voor zangstem en piano - tekst: Lady Anne Lindsay
- 1893 All On A Fair May Morning, voor zangstem en piano - tekst: William Black
- 1893 When roses blow, voor zangstem en piano - tekst: Lady Anne Lindsay
- 1893 Do not vex thy violet, voor zangstem en piano - tekst: George MacDonald
- 1893 I arise from dreams of thee, voor zangstem en piano - tekst: Percy Bysshe Shelley
- 1893 If a nobler waits for thee, voor zangstem en piano - tekst: George MacDonald
- 1893 O gentle sleep, voor zangstem en piano - tekst: van de componist
- 1893 On a faded violet, voor zangstem en piano - tekst: Percy Bysshe Shelley
- 1895 Had I a cave on some wild and distant shore, voor zangstem en piano - tekst: Robert Burns
- 1895 The heath this night must be my bed, voor zangstem en piano - tekst: Sir Walter Scott
- 1895 Thine I am, my faithful fair, voor zangstem en piano - tekst: Robert Burns
- 1897 Album of 6 songs, voor zangstem en piano
  1. The ash tree
  2. I'll tend thy bower my bonnie May
  3. To Julia weeping
  4. At the mid hour of night - tekst: Thomas Moore
  5. A heart in armour
  6. I will think of thee, my love
- 1914 Whither?, 3 liederen voor vrouwenstem en piano - tekst: Henry Wadsworth Longfellow
- 1916 Lie there, my lute, voor zangstem en piano - tekst: Charles H Taylor
- Afton water, voor zangstem en piano - tekst: Robert Burns
- Blue bonnets over the border in G majeur, voor zangstem en piano - tekst: Sir Walter Scott
- Changes, voor zangstem en piano - tekst: Lady Anne Lindsay
- Cycle of six love-lyrics, voor zangstem en piano, op.9 - tekst: Joseph Bennett
- Her suffering ended, voor zangstem en piano - tekst: James Aldrich
- Here's to thy health my bonnie lass, lied voor zangstem en piano - tekst: Robert Burns
- My Mary dear, farewell, voor zangstem en piano - tekst: John Stuart Blackie
- There is a garden, voor zangstem en piano - tekst: Richard Alison

### Kamermuziek
- 1914 Constancy, reverie voor cello en piano
- 1915 Romance in G majeur, voor viool en piano
- Caprice, voor cello en piano

### Werken voor piano
- 1891 Songs and ballads of Scotland
- 1896 Six scotch dances, op. 28
- 1912 Hornpipe
- 1912 Valse
- Two scottish scenes